# Frederick William Flower

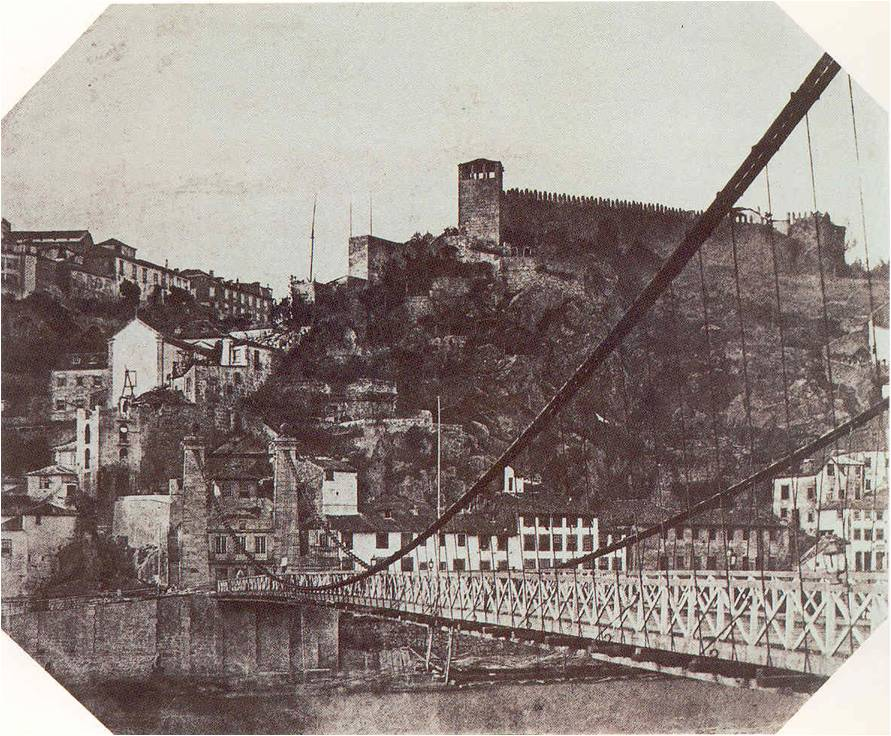
Prova actual em papel salgado a partir dum calótipo de Flower.

Frederick William Flower (Leith, Escócia, 1815 - Porto, 1889) foi um comerciante e fotógrafo amador escocês.
Em 1844, viaja para o Porto para trabalhar na firma de vinho do Porto Smith Woodhouse & Company.
Frederick William Flower é tido como um dos pioneiros da fotografia em Portugal, nomeadamente das cidades do Porto e de Vila Nova de Gaia. O seu interesse por fotografia remonta a 1849, quando em Portugal despontava toda uma geração de pintores, escultores e arquitectos românticos.
Utilizava a técnica do calótipo (ou processo de Fox Talbot), e colódio húmido. Teria começado a fotografar com a técnica inglesa talvez pelo facto de ser amigo do comerciante e artista – e também fotógrafo amador – Joseph James Forrester. É entre 1853 e 1858 que Frederick Flower faz a maioria dos seus calótipos.